# MSC Musica
Az MSC Musica az első Musica osztályú üdülőhajó, amelyet 2006-ban építettek, és az MSC Cruises üzemelteti. A hajó 1268 kabinnal rendelkezik, amelyek 2550 utas befogadására alkalmasak, és megközelítőleg 987 fős személyzete van.

## Története

### Covid-19-világjárvány
2020. április 9-én arról számoltak be, hogy az MSC Musica személyzetéből egy 32 éves, indiai származásúnak pozitív lett a Covid19-tesztje. A személyzet tagját kezdetben vérszegénység miatt kórházba vitték sürgősségi ellátásra, és a felvételkor negatív lett tesztje. Amikor azonban a személyzet tagját ki akarták engedni, újabb tesztet végeztek, amely pozitív lett. Nem világos, hogy a vírus a hajó fedélzetén vagy a leszállás után fertőzte-e meg, de a Santos kikötőjében kikötött MSC Musicát megelőző intézkedésként karanténba helyezték, a szokásos 14 napos karantén aznap kezdődött, amikor a személyzet tagja kiszállt.

## Fordítás
- Ez a szócikk részben vagy egészben  a   MSC Musica című angol Wikipédia-szócikk ezen változatának fordításán alapul.  Az eredeti cikk szerkesztőit annak laptörténete sorolja fel. Ez a jelzés csupán a megfogalmazás eredetét és a szerzői jogokat jelzi, nem szolgál a cikkben szereplő információk forrásmegjelöléseként.